# آق‌تپه (کرج)

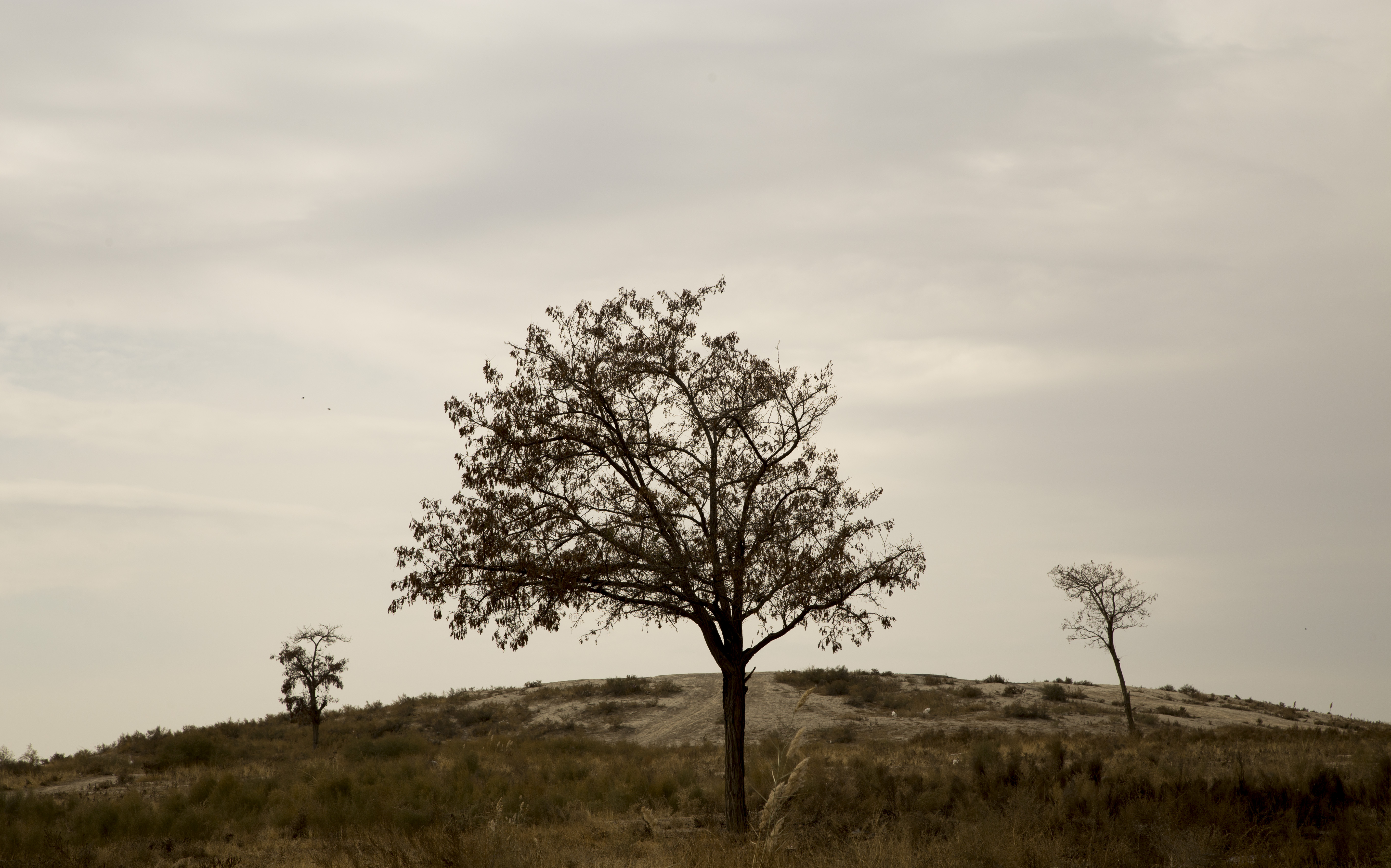
تپه آق تپه

آق‌تپه، محله ای در شهر کرج واقع در استان البرز است.

## تاریخچه
نام این منطقه از تپه‌ای باستانی که در بخش جنوبی آن قرار دارد، گرفته شده‌است. آق در زبان ترکی به معنای سفید است. به گفتهٔ باستان شناسان قدمت این تپه به هزارهٔ سوم و چهارم پیش از میلاد باز می‌گردد.
از این تپه سفالینه‌هایی به دست آمده که نشان می‌دهد این منطقه چهار دوره تمدنی مختلف را پشت سر گذرانده‌است.